# Xanthophytum nitens
Xanthophytum nitens är en måreväxtart som beskrevs av Axelius. Xanthophytum nitens ingår i släktet Xanthophytum och familjen måreväxter. Inga underarter finns listade i Catalogue of Life.